# Daseburger Kreisgraben
Der Daseburger Kreisgraben ist ein 1995 vollständig aufgedeckter Kreisgraben östlich von Daseburg im Kreis Höxter, der um 4600 v. Chr. errichtet wurde. Diese Datierung in die Zeit der Rössener Kultur erfolgte anhand der Keramik, die in einer der beiden Gruben der Anlage geborgen werden konnte.
Der steil geböschte Kreisgraben mit seinem trapezförmigen Grabenquerschnitt ist zwischen 0,68 und 1,85 m breit und weist einen Innendurchmesser von 21,5 m auf. Seine Tiefe variierte unter dem etwa 0,5 m starken Oberboden zwischen 0,4 und 1,2 m. Die Sohle war oft eben und wies eine Breite von mehreren Dezimetern auf. Unterbrochen wurde der Kreisgraben durch vier einander gegenüberliegende Erdbrücken von 0,8 bis 1,5 m Breite. Zwei der vier Durchlässe sind nach Süden und Osten ausgerichtet, während die anderen beiden im Uhrzeigersinn verschoben sind. Die asymmetrische Verfüllungstendenz wurde als Hinweis auf das Vorhandensein eines Walles in der Innenseite des Grabenringes gedeutet. Der Innenraum war, abgesehen von einer Pfostenspur etwa 2 m nordwestlich des mathematischen Zentralpunktes der Anlage, beinahe befundleer.
Zwei Gruben, eine davon außerhalb der Anlage, die zweite vom Grabenring überlagert, bargen Scherben, ebenso einige unbearbeitete Silices, dazu Holzkohle und Fragmente von verbrannten Tierknochen. Hinzu kamen ungewöhnliche gebrannte „Lehmbrocken“. In der Grabenfüllung fanden sich nur kleine Keramikfragmente, hingegen fanden sich in den beiden Gruben größere Keramikmengen. In Grube 1 fanden sich zum einen Wandscherben mit waagerecht durchlochter Öse und Randkerben. Zum anderen wurden Scherben mit Ritzlinien und Stichreihen geborgen. Hinzu kommt das unverzierte Oberteil eines Kugelbechers. In Grube 2 fand man einen zerscherbten, aber beinahe vollständigen Kugeltopf. Das 18,5 cm hohe Gefäß „weist vier gegenständig angebrachte, waagerechte Schnurösen auf der Schulter auf. Zudem wurde auf der Schulter eine Metopen-Verzierung aus Furchstichlinien angebracht. Der Schulterumbruch wird von vertikalen und horizontalen Stichmustern ausgefüllt. Auf dem Gefäßbauch folgen umlaufend angebrachte, hängende Dreiecke, die mit eingestochenen Ritzlinien ausgefüllt sind.“
Vom Mittelpunkt der durch den Grabenring gebildeten Fläche blickt man über die Mittelachsen des westlichen und des nördlichen Tores Richtung besonders heller Sterne genau zu Beginn der Jahreszeiten bei Sonnenauf- und -untergang. Durch das westliche Tor waren dies die Sterne Altair und Spica, durch das nördliche der Stern Deneb. Über die Grube im Osten ergab sich eine Visur auf Aldebaran und die Sternengruppe der Plejaden. Ob dies intentional so eingerichtet war, lässt sich nicht nachweisen. Auffällig ist der nordwestlich gelegene Desenberg, ein erloschener Vulkankegel. Vom Mittelpunkt der Anlage erblickte man am Tage der Sommersonnenwende den Untergang der Sonne genau hinter dem Kegel.
Die Funde befinden sich im LWL-Museum für Archäologie Herne.

## Belege
1. ↑  Thomas Plath: Zur Problematik der Nutzungsinterpretation mittelneolithischer Kreisgrabenanlagen, Diss., Hamburg 2011, S. 118.
2. ↑  Michael Baales, Hans-Otto Pollmann: Kreisrunde Grabenwerke des Mittelneolithikums in Westfalen, in: Thomas Otten, Jürgen Kunow, Michael M. Rind, Marcus Trier (Hrsg.): Revolution Jungsteinzeit. Archäologische Landesausstellung Nordrhein-Westfalen, 2015, S. 348–351, hier: S. 349.
3. ↑  Hannelore Kröger, Hans Joachim Betzer: Die mittelneolithische Grabenanlage von Warburg-Daseburg, Kr. Höxter, in: Daniel Bérenger (Hrsg.): Archäologische Beiträge zur Geschichte Westfalens. Festschrift für Klaus Günther zum 65. Geburtstag (= Internationale Archäologie, Studia honoraria 2), Rahden 1997, S. 37–50.

Koordinaten: 51° 29′ 38″ N, 9° 13′ 1″ O